# روبرت هال (ضابط)
روبرت هال (بالإنجليزية: Robert Hall)‏ هو ضابط أمريكي، ولد في 21 نوفمبر 1895 في فارغو في الولايات المتحدة، وتوفي في 1962 في لوس أنجلوس في الولايات المتحدة.